# Henrik Ludvig Sundevall
Henrik Ludvig Sundevall, född 29 december 1814 på Högestads gods, Skåne, död 27 oktober 1884 i Karlskrona, var en svensk sjömilitär, bror till zoologen Carl J. Sundevall och läkaren Fredrik Emil Sundevall.
Sundevall avlade 1835 officersexamen, tjänstgjorde därefter någon tid som matros dels på handelsfartyg, dels på amerikanska örlogsskonaren "Hamilton" och befordrades ombord på denna till underofficer. Efter ett och ett halvt års tjänst övergick han ånyo till handelsflottan samt kom 1840 hem och utnämndes då till sekundlöjtnant vid den svenska flottan. Efter att året därpå ha deltagit i den så kallade Oxehufvudska expeditionen till Buenos Aires tjänstgjorde Sundvall under fyra år vid svenska flottan ombord och i land samt som chef på postjakten mellan Ystad och Stralsund. Åren 1845–1847 var han i engelsk örlogstjänst samt blev 1847 premiärlöjtnant vid svenska flottan, men lämnade denna befattning 1854, sedan han två år tidigare inträtt i preussisk tjänst och där utnämnts till korvettkapten.
I preussiska flottan användes Sundevall huvudsakligen för att praktiskt utbilda den nydanade sjömanskåren. År 1855 förordnades han till chef för marinstationen i Danzig, utnämndes 1856 till Kapitän zur See och var i tre år chef på preussiska fregatten "SMS Thetis (1855)".
Åren 1859–1862 var han chef för en eskader, bestående av de i Tyskland namnkunniga fartygen "SMS Arcona", "Thetis", "SMS Frauenlob" och "Elbe", vilka i diplomatiskt och vetenskapligt syfte besökte Kina och Japan, med flera länder. Expeditionen leddes av den preussiske diplomaten Friedrich Albert zu Eulenburg, som slöt "handels-, vänskaps- och sjöfartsfördrag" med Japan i januari 1861 och med Kina i september samma år. Med på expeditionen följde också den namnkunnige geologen Ferdinand von Richthofen, som besökte Kina och Ostasien för första gången.
Sundevall utnämndes till konteramiral 1863 och tog samma år avsked ur den preussiska tjänsten och återvände till Sverige. Han var hedersledamot av örlogsmannasällskapet (1864).